# Letland op het Eurovisiesongfestival 2017

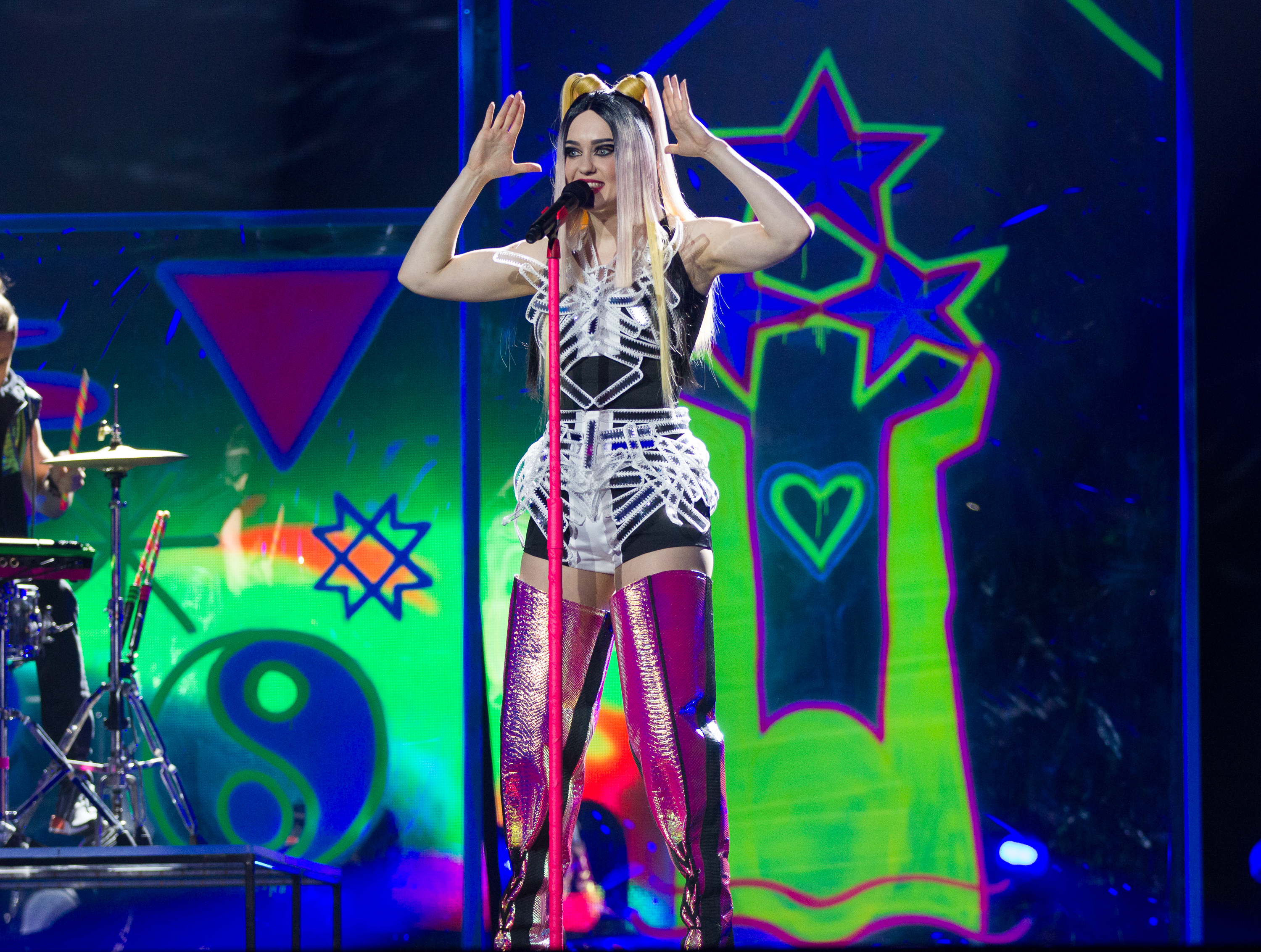
Triana Park tijdens de repetities in Kiev.

Letland nam deel aan het Eurovisiesongfestival 2017 in Kiev, Oekraïne. Het was de 18de deelname van het land aan het Eurovisiesongfestival. De Letse publieke omroep LTV was verantwoordelijk voor de Letse bijdrage voor de editie van 2017.

## Selectieprocedure
De selectie voor de Letse bijdrage aan het Eurovisiesongfestival werd net als de voorbije jaren via een nationale preselectie geselecteerd, getiteld Supernova. De Letse publieke omroep startte de inschrijvingen voor derde versie van Supernova op 17 augustus 2016. Geïnteresseerden kregen tot 28 oktober de tijd om een inzending op te sturen. Een interne jury koos vervolgens 22 acts die mochten aantreden in Supernova 2017. De acts werden op 13 januari 2017 bekendgemaakt.
Alle toegelaten inzendingen werden voor de start van de daadwerkelijke competitie geïntroduceerd tijdens twee introductieshows, op 22 en 29 januari. Vervolgens werden er twee voorrondes gehouden, een halve finale en een finale, die allen plaatsvonden in Studio 6 in Riga. Tijdens de voorrondes en de halve finale gingen de twee acts met de meeste stemmen door naar de volgende ronde. Het publiek kon stemmen via televoting en via het internet. Een jury koos vervolgens ook nog twee acts uit die door gingen, ongeacht het resultaat in de televoting. Tijdens de grote finale werd de winnaar autonoom bepaald door het grote publiek, wederom via televoting en een stemming op het internet. De keuze viel uiteindelijk op Triana Park met Line.

## Supernova 2017

### Eerste voorronde
5 februari 2017
| Plaats | Artiest         | Lied                    | Stemmen |
| ------ | --------------- | ----------------------- | ------- |
| 1      | Lauris Valters  | Magic years             | 14,86 % |
| 2      | Miks Dukurs     | Spiritual priest        | 12,56 % |
| 3      | Linda Leen      | Who is in charge        | 12,38 % |
| 4      | Franco Franco   | Up                      | 11,68 % |
| 5      | Pikaso          | U (can keep your cools) | 11,16 % |
| 6      | Crime Sea       | Escape                  | 9,73 %  |
| 7      | Katrīna Cīrule  | Blood runs quicker      | 7,14 %  |
| 8      | Edgars Kreilis  | We are angels           | 6,83 %  |
| 9      | Anna Zankovska  | Rage love               | 4,84 %  |
| 10     | Rock 'n Berries | Feel the love           | 4,74 %  |
| 11     | First Question  | Naked                   | 4,08 %  |

### Tweede voorronde
12 februari 2017
| Plaats | Artiest           | Lied                 | Stemmen |
| ------ | ----------------- | -------------------- | ------- |
| 1      | Triana Park       | Line                 | 21,17 % |
| 2      | The Ludvig        | I'm in love with you | 16,03 % |
| 3      | Santa Daņeļeviča  | Your breath          | 15,41 % |
| 4      | My Radiant You    | All I know           | 12,85 % |
| 5      | Toms Kalderauskis | We won't back down   | 8,58 %  |
| 6      | Markus Riva       | Dynamite             | 6,10 %  |
| 7      | Laura & Chris     | Little weird         | 4,56 %  |
| 8      | Miks Galvanovskis | Runaway              | 4,46 %  |
| 9      | UP                | One by one           | 4,45 %  |
| 10     | The HiQ           | Taju ot lyubvi       | 3,96 %  |
| 11     | Katrine Lukins    | Silhouette           | 2,42 %  |

### Halve finale
19 februari 2017
| Plaats | Artiest          | Lied                 | Stemmen |
| ------ | ---------------- | -------------------- | ------- |
| 1      | Triana Park      | Line                 | 26,77 % |
| 2      | The Ludvig       | I'm in love with you | 16,95 % |
| 3      | My Radiant You   | All I know           | 15,97 % |
| 4      | Santa Daņeļeviča | Your breath          | 15,49 % |
| 5      | Miks Dukurs      | Spiritual priest     | 9,73 %  |
| 6      | Lauris Valters   | Magic years          | 5,80 %  |
| 7      | Franco Franco    | Up                   | 5,32 %  |
| 8      | Linda Leen       | Who is in charge     | 3,97 %  |

### Finale
26 februari 2017
| Plaats | Artiest          | Lied                 | Stemmen |
| ------ | ---------------- | -------------------- | ------- |
| 1      | Triana Park      | Line                 | 51,56 % |
| 2      | The Ludvig       | I'm in love with you | 18,98 % |
| 3      | My Radiant You   | All I know           | 16,52 % |
| 4      | Santa Daņeļeviča | Your breath          | 12,94 % |

## In Kiev
Letland trad aan in de eerste halve finale, op dinsdag 9 mei 2017. Letland eindigde op de laatste plek, met 21 punten.